# Meno di zero
Meno di zero è il primo romanzo dello scrittore statunitense Bret Easton Ellis, pubblicato nel 1985. Scritto a vent'anni, costituiva originariamente la tesi finale di corso universitario in scrittura creativa. Dal libro è stato tratto il film Al di là di tutti i limiti (titolo originale: Less than Zero), con Robert Downey Jr. nei panni del protagonista. Il titolo del romanzo è preso dal brano musicale omonimo di Elvis Costello, dal suo album My Aim Is True del 1977 (Stiff Records)
Nel 2010, lo scrittore pubblicherà Imperial Bedrooms, sequel di questo romanzo.

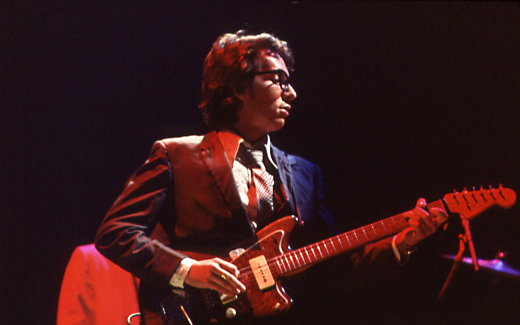
Elvis Costello, nel 1978, "Less than zero", My Aim Is True

## Trama
Il romanzo è la cronaca delle vacanze di Natale del giovane Clay, durante le quali torna nella natia Los Angeles.

## Il romanzo
Il protagonista e i diversi personaggi presenti nel romanzo, tutti simili fra loro, sono di fatto i classici rappresentanti di una classe sociale materialista, affettivamente incapace e pericolosamente propensa alle esperienze estreme, ma anche legati ad un carosello di feticci in stile anni '80, anni che conquistarono e ammaliarono chi li ha vissuti, o semplicemente vuole comprendere un particolare periodo della storia della società occidentale. 
La voce narrante è quella di Clay, narrando in prima persona frammenti di vita nei giorni in cui è tornato in città per le vacanze di Natale. Protagonisti, sono, oltre a lui, i suoi amici, tutti figli di produttori cinematografici o attori: Rip, Blair, Kim, Cliff, Trent e Alana. Sono ragazzi, che guidano Mercedes, BMW e Porsche, frequentano celebri Polo Lounge e Whiskey, cenano da Spago o da Chasen's, spendono i soldi dei propri genitori acquistando abiti griffati, e, ovviamente praticano tutti i tipi di sballo. 
Nessuno, per quanto si possa comprendere leggendo il libro, ha un minimo e autentico interesse per la propria vita, tantomeno obiettivi, ambizioni o aspirazioni. La loro filosofia si riduce a poche ma evidenti regole di comportamento: "Se vuoi qualcosa, prendilo, Se vuoi fare qualcosa, fallo". (Ellis). 
I genitori di questi ragazzi sono più o meno persone di successo che vivono a Hollywood, concentrati quasi esclusivamente su loro stessi. Nel romanzo vengono descritti, con denti rifatti, facce e seni al silicone, e considerate anime vuote. Consultano astrologi, ingoiano pillole, sorseggiano vino come acqua e mandano avanti i loro sordidi piccoli e grandi affari, completamente dimentichi del fatto che i loro figli si stanno autodistruggendo, forse perché sono i primi ad averli educati ad una cultura dell'apparire, del disimpegno, della disillusione, del divertimento facile, del "qui e ora". Per questo, piuttosto che ribellarsi a loro o criticarli, i figli in questione sembrano imitarli a volte in peggio. 
Edonismo e narcisismo, le stelle polari degli anni ottanta sono illustrate nelle ore passate a fare shopping, a chiedersi se i capelli sono a posto e gli occhiali storti: tutti devono vestire alla moda e indossare i Ray-Ban Wayfarer, tutti sono biondi, tutti hanno corpi scolpiti dalla palestra... "Cos'hai fatto?" chiede Clay a Trent appena lo vede, tornato dal college: "Solite cose, concerti, andare a fare ginnastica al Nautilus", sono tutti simili l'uno all'altro, non solo nello stile di vita, ma anche nell'aspetto... e anche per questo una frase che tormenta Clay per tutto il prosieguo del romanzo è: "Scomparire Qui". Tutti, giovani e meno giovani, cercano di evitare di confrontarsi davvero con la propria vita e allora si riempiono di Valium, di Thorazine, di eroina ed altri ansiolitici, le loro droghe preferite, mentre la televisione e i video games diventano soltanto altri mezzi con i quali anestetizzare un dolore muto ma presente, causato dalla generale indifferenza per tutto ciò che pervade le loro giornate. 
Quasi sempre strafatti o troppo ubriachi per ricordarsi dove e con chi hanno passato la notte, sembrano vivere ignari, consciamente o no, del fatto di essere persone che hanno messo da parte la ragione, per cullarsi nell'edonismo sfrenato. 
Clay vive tutto ciò, non solo con tristezza e disperazione, ma anche, e soprattutto, con un distacco che lo porta a non fare nulla per impedire che tutto ciò accada e che, anzi, lo porta ad affermare che non vuole che nulla gli importi perché ... "Se tieni a qualcosa sarà soltanto peggio. Sarà soltanto qualcos'altro di cui preoccuparsi". 
Alla fine, per il protagonista, giunge il momento di tornare nella East Coast, nel New Hampshire al college, ma non lo fa con la volontà di chi ha visto l'orrore e vuole fuggire; semplicemente, è arrivata l'ora di andarsene.
Ellis, nel romanzo, non propone al lettore giudizi morali, descrive solo la realtà, la sua realtà, in una maniera cruda, quasi distaccata, lasciando che il lettore sia quasi travolto da tutto come di fronte ai video-clip musicali sparati in continuazione, uno dopo l'altro, da quella Mtv che era nata proprio in quegli anni. Il romanzo si rivela così il ritratto di una "nuova generazione perduta", come venne definita dalla scrittrice, traduttrice, Fernanda Pivano, tra i primi ad apprezzare Easton Ellis. Manifesto decadente del decennio che tanti hanno vissuto e tanti sognano di aver assaporato, il libro di Easton Ellis diventa attuale, non soltanto per lo stile secco, vivido, della narrazione, ma anche per il tema della gioventù disillusa e abbandonata alla vita da genitori spesso più infantili dei figli.

## Il paragrafo finale del romanzo
Il paragrafo finale del romanzo, così esordisce:  "C'era una canzone che avevo sentito quando ero a Los Angeles, una canzone di un gruppo del posto. La canzone si intitolava Los Angeles e le parole e le immagini erano così crude e amare che il testo mi sarebbe ritornato in mente per giorni. Le immagini, lo scoprii soltanto dopo, erano personali e nessuno che conoscessi le condivideva con me. Le immagini che avevo io erano di gente impazzita per via della vita della città. Immagini di genitori così affamati e insoddisfatti da divorare i loro stessi figli. Immagini di persone, ragazzi della mia stessa età, che alzavano lo sguardo dall'asfalto restando accecati dal sole. Queste immagini restarono con me anche dopo che lasciai la città. Immagini così violente e malvagie che sembrarono essere il mio unico punto di riferimento anche molto tempo dopo. Dopo che me ne fui andato."

## Edizioni
- Bret Easton Ellis, Meno di zero, traduzione di Francesco Durante, postfazione di Fernanda Pivano, Tullio Pironti Editore, 1986,  p. 276.

- Bret Easton Ellis, Meno di zero, traduzione di Marisa Caramella, collana ET Scrittori, Einaudi, 1996,  p. 185.